# Oficina de Investigación de Ruanda
La Oficina de Investigación de Ruanda (en kiñaruanda: Urwego rw'Igihugu rushinzwe ubugenzacyaha; en inglés: Rwanda Investigation Bureau o RIB, en francés: Office Rwandais d’Investigation) es una agencia nacional de aplicación de la ley de Ruanda. Su oficina central está en Kamukina, Kigali.